# Psydrax kaessneri
Psydrax kaessneri là một loài thực vật có hoa trong họ Thiến thảo. Loài này được (S.Moore) Bridson miêu tả khoa học đầu tiên năm 1985.